# کمیته المپیک مقدونیه شمالی
کمیته المپیک مقدونیه شمالی (مقدونی: Олимписки комитет на Северна Македонија) یک سازمان ورزشی است که نماینده کشور مقدونیه شمالی در کمیته بین‌المللی المپیک می‌باشد.
این سازمان که در سال ۱۹۹۷ تأسیس شده مسئول آماده‌سازی و اعزام ورزشکاران به بازی‌های المپیک، بازی‌های المپیک جوانان و بازی‌های اروپایی است.